# NGC 1429
NGC 1429 è la designazione del New General Catalogue che si riferisce a un oggetto attualmente considerato perduto o inesistente. L'oggetto è stato descritto dall'astronomo statunitense Francis Leavenworth nel 1886, indicandolo come posizionato nella costellazione dell'Eridano, ma riportando le coordinate celesti di una porzione di cielo dove non è presente alcuna galassia.